# 2-ヒドロキシ酪酸
2-ヒドロキシ酪酸（2-ヒドロキシらくさん、2-Hydroxybutyric acid）はヒドロキシ基がカルボニル基のすぐ隣（α炭素上）に位置するヒドロキシ酪酸である。不斉炭素原子を持ち、(R)-2-ヒドロキシ酪酸（D体）と (S)-2-ヒドロキシ酪酸（L体）の2つのエナンチオマーがある。

(R)-2-ヒドロキシ酪酸
(S)-2-ヒドロキシ酪酸